# Transatlantik. Der neunte Rath-Roman.
Transatlantik ist ein historischer Roman des deutschen Autors Volker Kutscher, der 2022 im Piper Verlag erschien ISBN 978-3-492-07177-2. Es handelt sich um den neunten Kriminalroman in der Serie um den Kriminalkommissar Gereon Rath. Der Roman spielt in Berlin und New York im Jahr 1937.

## Handlung
Berlin Frühjahr 1937 – Eigentlich wollte Charlotte Rath schon längst im Ausland sein, doch halten die Umstände sie in Berlin fest. Ihr ehemaliger Pflegesohn Fritze ist in die geschlossene Abteilung der Nervenheilanstalt Wittenau gesteckt worden, ihre beste Freundin Greta ist spurlos verschwunden und steht unter Mordverdacht. Sie soll ihren Liebhaber, den SS-Mann Klaus von Rekowski, ermordet haben. Zusammen mit ihrem ehemaligen Kollegen Andreas Lange, der nun Kriminalkommissar ist, sucht sie den tatsächlichen Mörder – und Greta.
Charly gelingt es, im Rahmen eines Gerichtsprozesses, Fritze aus der Klinik herauszubekommen, doch muss dieser wieder zu seiner Pflegefamilie Rademann zurück. Rademann droht Fritze harte Konsequenzen an, falls er sich nicht in dessen Familie einfügt.
Während der Mordermittlungen lernt Charly den Musiker Freddie kennen. Sie kommen sich näher und verbringen die Nacht miteinander. Freddie verfügt über ein fotografisches Gedächtnis, weshalb er nach einer zufälligen Begegnung mit Robert Lembeck, einem Bekannten Charlys aus Prag, eine Verbindung zwischen diesem und dem Mord an Rekowski herstellen kann. Freddie stellt Lembeck zur Rede, wird von diesem aber umgebracht.
Durch Zufall gelingt es Charly und der Polizei, Greta in einem Bunker unterhalb des Jagdhauses von Rekowski zu finden. Unmittelbar vor seiner Ermordung hatte sie dieser dort in einem Anfall von Eifersucht eingesperrt. Nach diesem Vorfall verlässt Greta Deutschland und kehrt in ihre Heimat Schweden zurück.
Dem in Wiesbaden untergetauchten und von den Behörden für tot gehaltenen Gereon Rath wird es derweil zu gefährlich in Deutschland, er besteigt in Frankfurt den Zeppelin „Hindenburg“, um in die USA zu entkommen. Das Unglück der „Hindenburg“, die am 6. Mai 1937 bei der Landung auf dem Luftschiffhafengelände bei Lakehurst (New Jersey) in Flammen aufging, überlebt er knapp. Rath kommt bei seinem Bruder in New York unter und verdingt sich als Briefträger. Nach einiger Zeit wird sein alter Feind Marlow auf ihn aufmerksam, der aufgrund der Ereignisse vor zwei Jahren wegen Rath aus Berlin flüchten musste und in den USA seinen kriminellen Machenschaften nachgeht. Mithilfe von Marion, der Witwe von Goldstein, gelingt es Rath, Marlow in einen Hinterhalt zu locken und ins Gefängnis zu bringen. Dort wird dieser von einer konkurrierenden Bande ermordet.
Charly findet derweil heraus, dass ihr Bekannter Robert Lembeck der Mörder von Rekowski und Freddy ist. Er arbeitet immer noch für Marlow in Berlin und sollte Charly aushorchen, um herauszufinden, ob Rath noch lebt. Als sie ihn stellen will, bedroht er sie mit einer Waffe und bringt sie zu der Stelle, an der Rath im Jahr zuvor in den Kanal gesprungen ist. Nur durch das Eingreifen von Lange kann Charly gerettet und Lembeck festgesetzt werden.
Die Befragung Lembecks ergibt, dass dieser eine Bombe mit einem automatischen Auslöser in der Villa von Hermann Göring versteckt hatte. Damit möchte er den letzten Verbliebenen auf Marlows Liste beseitigen, der am Tod von dessen Sohn vor zwei Jahren verantwortlich ist. Charly und Lange finden die Bombe rechtzeitig und das Attentat misslingt.
In der letzten Szene besteigen Rath, sein Bruder und Marion einen Dampfer in Richtung Deutschland.

## Fortsetzungen
In der Reihe um Gereon Rath ist bis Oktober 2024 ein weiterer Roman erschienen:
- Rath. Der zehnte Rath-Roman Piper, München 2024.